# Aichi E11A
Aichi E11A ("Kyujuhachi Yatei") je bio japanski hidroavion, korišten tijekom prvih godina Drugog svjetskog rata. Saveznici su ga nazvali kodnim imenom "Laura". 
Zrakoplov je bio sličan svome prethodniku E10A. Izrađeno je samo 17 primjeraka i isti su trebali biti lanisrani s krstarica ili s bojnih brodova s ciljem uočavanja neprijateljske topovske vatre tijekom noći. Kasnije su korišteni za komunikacijske i transportne dužnosti.

## Inačice
- E11A1 –proizvodna inačica za Japansku carsku mornaricu.

## Korisnici
- Japan

## Tehničke karakteristike (E11A1)
Izvori podataka: Warplanes of the Second World War, Volume Five: Flying Boats
Osnovne karakteristike
- posada: 3
- dužina: 10,71 m
- raspon krila: 14,49 m
- površina krila: 46,40 m2
- visina: 4,52 m

Letne karakteristike
- najveća brzina: 217 km/h
- dolet: 2.063 km
- najveća visina leta: 4.425 m
- specifično opterećenje krila: kg/m 2
- motor: 1x Hiro Type 91 Mk.22
  - propeler: 1

Naoružanje
- naoružanje: 1 × 7,7 mm „Type 92“ strojnica.